# Groupement de sécurité et d'intervention de la Gendarmerie nationale
Le  Groupement de sécurité et d'intervention de la Gendarmerie nationale (GSIGN) était une unité de la Gendarmerie nationale française. Créé le 1er janvier 1984, le GSIGN a été dissout le 1er septembre 2007 lors de la formation du « nouveau » groupe d'intervention de la Gendarmerie nationale (GIGN).

## Présentation
Né en 1984 de la volonté de regrouper le GIGN et l'escadron parachutiste de la gendarmerie mobile (EPGM) au sein d'une même unité afin de disposer d'une capacité plus importante lors de certaines opérations, le groupement de sécurité et d'intervention de la Gendarmerie nationale a connu une augmentation constante de ses capacités dans les domaines de la sécurité-protection, de la recherche du renseignement et de la formation. Il a été dissous le 1er septembre 2007 pour donner naissance au nouveau groupe d'intervention de la Gendarmerie nationale, le GIGN. Les dénominations des unités qui le composaient ont également changé.
Avant sa dissolution, le GSIGN était composé des unités suivantes :
- le Groupe d'intervention de la Gendarmerie nationale (GIGN), créé en 1974 et dont le nom a été repris par l'unité qui a succédé au GSIGN ;
- l'Escadron parachutiste d'intervention de la Gendarmerie nationale (EPIGN), créé en 1984 et dissout en 2007 ;
- le Groupe de sécurité de la présidence de la République (GSPR), créé en 1983 et qui était devenu en 1995 une unité composée de gendarmes et de policiers[2].
- le Centre de Formation (1999 à 2006), chargé de la formation interne, de celle du personnel affecté en ambassades ou à des unités de intervention et à celle de stagiaires étrangers dans les domaines de la protection et de l'intervention ;

Le GSPR faisait partie en 2015 du Service de la Protection (SDLP, le successeur du Service de Protection des hautes personnalités ou SPHP). L'unité est composée de gendarmes et de policiers.
Les autres unités composant le GSIGN ont donné naissance à différentes « forces » au sein du « nouveau » GIGN : force intervention, force sécurité-protection, force observation-recherche, force appui opérationnel et force formation.
La nature de leurs missions n'a pas changé, l'objectif de la réorganisation étant :
- d'adapter l'unité aux nouvelles menaces (notamment prises d'otages de masse ou POM)
- de renforcer les synergies entre les différentes composantes du groupe
- de renforcer les fonctions de commandement, d'appui, de renseignement, de recherche technique et de logistique
- de rationaliser le recrutement, la formation et la gestion des carrières.

...tout en capitalisant sur un nom prestigieux. De plus, contrairement au GSIGN, le nouveau GIGN est rattaché directement à la Direction générale de la Gendarmerie nationale.

## Historique

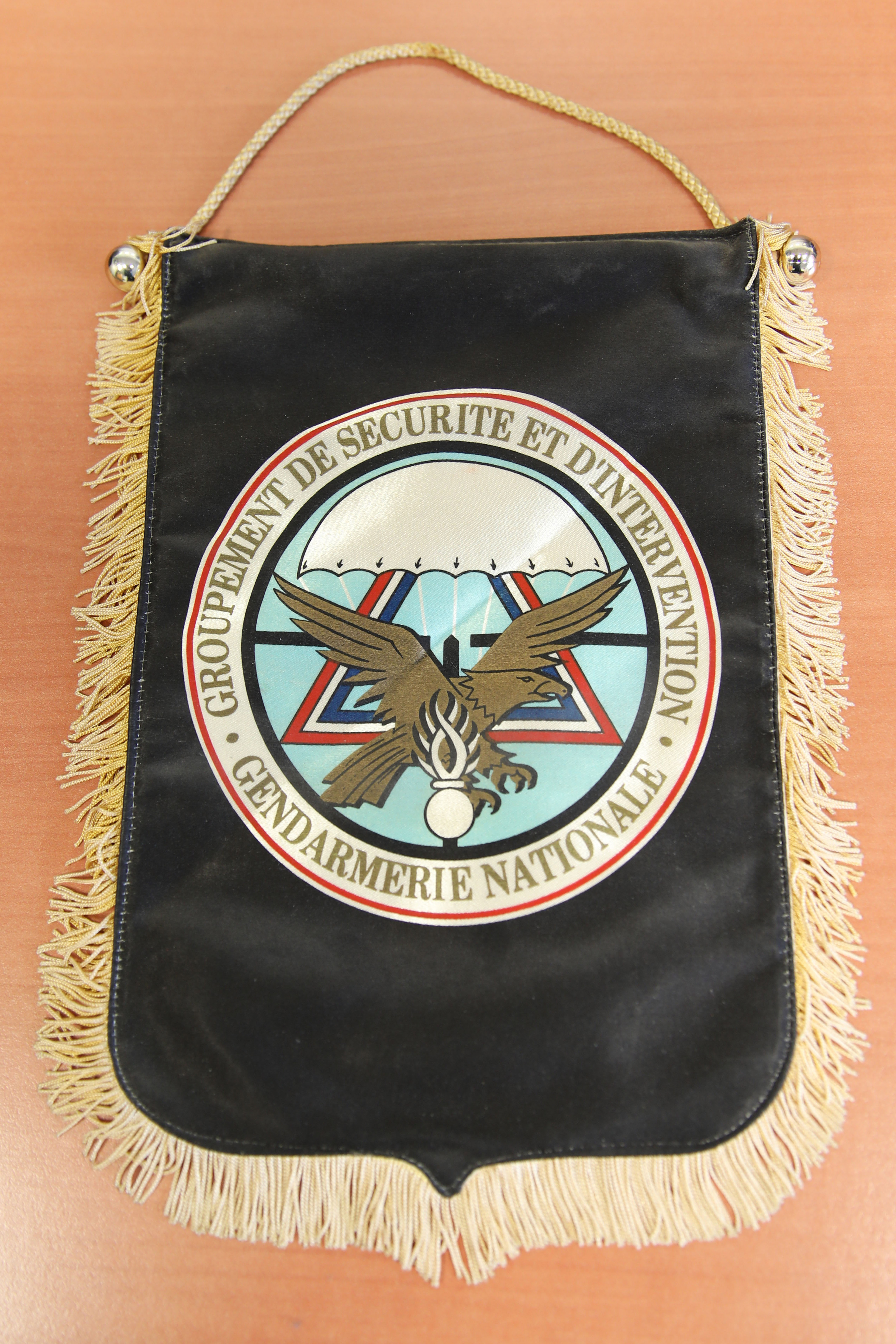
Fannion du GSIGN

Au début des années 1980, la Gendarmerie dispose d'une seule unité d'intervention : le GIGN, créé en 1973-1974 sous la forme de deux unités géographiquement complémentaires (les GIGN 1 et 4) qui sont réunies en une seule unité à Maisons-Alfort en 1976. Le GIGN déménage à Satory en 1982 et il est dans un premier temps rattaché administrativement au Groupement blindé de gendarmerie mobile (GBGM) .
Par ailleurs, à la suite d'une série d'attentats (tentative d'assassinat de Jean-Paul II du 13 mai 1981 puis assassinat du président Anouar el-Sadate au Caire le 6 octobre 1981), les services français de sécurité s'interrogent sur la protection du nouveau président de la République : François Mitterrand. Une série d'audits est conduite notamment par la DGSE puis confirmée par une simulation du GIGN sous l'autorité du chef d'escadron Christian Prouteau, son fondateur. Ce dernier propose la création d'une nouvelle unité : le Groupe de sécurité de la présidence de la République ou GSPR. Il propose également que cette dernière soit regroupée avec le GIGN à Satory au sein d'une formation également nouvelle appelée groupement de sécurité et d'intervention ou GSI mais cette dernière proposition n'est pas retenue et seul le GSPR voit le jour le 5 janvier 1983. Le GIGN et le nouveau GSPR sont rattachés à la Légion de gendarmerie mobile d'Ile-de-France (LGMIF).
En 1983 également, le ministre de la Défense, Charles Hernu, approuve le regroupement du GIGN et de l'escadron parachutiste de Mont-de-Marsan afin de pouvoir disposer d'une force conséquente pour certaines interventions. L'EPGM doit donc déménager à Satory début 1984. Initialement, il est prévu que la nouvelle formation créée pour englober les deux unités prenne (déjà !) le nom de GIGN, l'« ancien » GIGN étant renommé GSI (groupe spécial d'intervention) et l'escadron parachutiste EPI (escadron parachutiste d'intervention) mais le ministre, revenant sur sa décision initiale, choisit finalement l'appellation de groupement de sécurité et d'intervention de la Gendarmerie nationale (GSIGN), tandis que l'EPGM devient l'Escadron parachutiste d'intervention de la Gendarmerie nationale ou EPIGN. Les deux unités sont créées le 1er janvier 2004 .
L'augmentation constante des besoins de formation, alimentée par la forte demande interne (équipes légères d'intervention, renforts de sécurité dans les ambassades, etc.) et la notoriété croissante du GIGN à l'étranger, alliée à la nécessité de soulager les unités de marche de cette mission, conduisent à la création d'un « groupe instruction », qui sera réorganisé à plusieurs reprises pour finalement devenir en 1999 le Centre de Formation CF, installé au camp de Frileuse à Beynes (Yvelines).
Entretemps, le GSPR rejoint le GSIGN en 1985 et l'EPIGN ajoute à sa mission d'appui au GIGN celle d'appui et de renfort du GSPR. Les missions de l'EPIGN vont considérablement évoluer au fil des années et, tout en conservant l'appui au GIGN comme mission prioritaire, l'escadron va se spécialiser dans les domaines de la sécurité-protection et dans la recherche du renseignement au profit des unités de recherche en police judiciaire.
L'organisation du 1er janvier 1986 confirme le rattachement du GSIGN à la LGMIF. Le groupement est alors composé comme suit :
- un état-major à un officier et 10 sous-officiers
- un groupe d'instruction à un officier et 12 sous-officiers
- le GIGN à 4 officiers et 74 sous-officiers
- l'EPIGN à 5 officiers et 130 sous-officiers
- le GSPR à 5 officiers et 90 sous-officiers.

De 1986 à 2007, les effectifs et certaines missions évoluent (notamment celles de l'EPIGN) mais la raison d'être de l'unité ne change pas. En juillet 2005, le GSIGN est attaché à la Force de Gendarmerie mobile et d'intervention nouvellement créée. Le nouveau GIGN sera rattaché directement à la Direction générale de la Gendarmerie nationale en 2007.

### Chronologie
- 1971 : Création de l'EPGM 9/11 à Mont-de-Marsan ;
- 1973 : Création du GIGN à Mont-de-Marsan le 11 octobre et de l'ECRI à Maisons-Alfort le 1er décembre ;
- 1974 : Le GIGN de Mont-de-Marsan devient GIGN 4 et l'ECRI de Maisons-Alfort devient le GIGN 1 le 16 avril ;
- 1976 : Dissolution simultanée des GIGN 1 et 4 le 31 mai et création du GIGN le 1er juin à Maisons-Alfort ;
- 1982 : Transfert du GIGN à Satory ;
- 1983 : Création du GSPR le 5 janvier et dissolution de l'EPGM 9/11 le 31 décembre ;
- 1984 : Création de l'EPIGN et du GSIGN (GIGN + EPIGN) le 1er janvier ;
- 1985 : Création du groupe « instruction » ;
- 1986 : Réorganisation du GSIGN le 1er janvier (GIGN + EPIGN + GSPR + groupe « instruction ») ;
- 1987 : Création du Groupe d'instruction-Sécurité
- 1991 : Création du Groupe d'observation et de recherche (GOR) à l'EPIGN ;
- 1999 : Création du Centre de Formation du GSIGN (4 ème unité) ;
- 2007 : Dissolution du GSIGN et création du « nouveau » GIGN.

### Principales opérations
Les opérations du GIGN sont très connues. Celles de l'EPIGN le sont moins, souvent parce que confidentielles. Mais le GSIGN est principalement une formation organique et un « fournisseur de ressources ». De plus, de par la nature même des opérations effectuées par ses composantes, il est rare qu'il soit engagé en unité constituée. Enfin, la notoriété des unités qui le composent - et notamment celle du GIGN - fait que le nom du GSIGN apparaît très peu dans les médias. En effet, même si son commandant est présent dans la tour de contrôle de Marignane en 1994 (et l'EPIGN sous l'appareil lors de l'évacuation des otages), c'est l'intervention du GIGN qui - de façon bien compréhensible - monopolise l'attention. Quelques années plus tard, l'intervention du GIGN et du commando Hubert pour la reprise du ferry Pascal Paoli, détourné par des syndicalistes en 2005, est dirigée par le commandant du GSIGN mais ce fait est peu repris dans la presse,.

### Commandants de l'unité
- Colonel Bois : 1984 ;
- Colonel Friedrich : 1985-1986 ;
- Colonel Jacques Bessy : 1987-1989 ;
- Colonel Alain Le Caro : 1989-1991 ;
- Colonel Gilles Janvier : 1992-1995 ;
- Colonel Jean-Régis Véchambre : 1995-1998 ;
- Colonel Alain Giorgis : 1998-2001 ;
- Colonel Benoît Host : 2001-2004 ;
- Colonel Pierre-Yves Cormier : 2004-2007.

Commandant de l'unité du Centre de Formation du GSIGN
° Capitaine Michel Ballanger
° Capitaine Jean-Marie Grivel 2000 à 2005

## Missions du GSIGN

### Missions du Groupe d'intervention de la Gendarmerie nationale (GIGN)
- Contre-terrorisme en tout milieu (air, mer et terre) ;
- réduction de forcenés ;
- révoltes en milieu pénitentiaire ;
- arrestations à haut risque ;
- transferts d'individus sensibles.

### Missions de l’Escadron parachutiste d'intervention de la Gendarmerie nationale (EPIGN)
- Appui au GIGN ;
- Sécurité-protection :
  - protection de hautes personnalités en France et dans des zones de conflits à l’étranger ;
  - sécurisation d'événements majeurs (tireurs d'élite, plongeurs, recherche d'explosifs, etc.) ;
  - audits et expertises de sécurité sur des sites sensibles ;
  - gestion de crise à l'étranger ;
  - coopération et échanges internationaux.
- Observation-recherche :
  - lutte contre le terrorisme et la grande criminalité ;
  - recherche du renseignement judiciaire ;
  - techniques et technologie de pointe.

Composé de 12 officiers et de 122 sous-officiers, l'EPIGN assurait deux grands types de missions en sus de sa mission prioritaire d'appui au GIGN : la sécurité-protection et l'observation-recherche. Sur le territoire national, les sections de sécurité et de protection de l'escadron parachutiste assuraient quotidiennement la protection des hautes personnalités françaises ou étrangères. L'EPIGN remplissait également ce type de mission à l'étranger, au profit des diplomates en poste dans des zones à risques.
Il pouvait être engagé pour des missions de sécurité, à l'occasion de manifestations ou d'événements importants comme la sécurité des équipes durant la coupe du monde de football. Enfin, l'unité était sollicitée par certaines administrations pour réaliser des audits de sécurité sur des sites sensibles : palais de justice, ambassades, etc.
L'EPIGN participait également, avec son Groupe d'observation et de recherche (GOR), à la lutte contre la grande criminalité et contre le terrorisme, en agissant au profit des unités de police judiciaire de la gendarmerie départementale. Grâce à des savoir-faire éprouvés dans les domaines de l'observation et de la filature, ainsi qu'à des moyens techniques de pointe, le GOR apportait au directeur d'enquête les renseignements nécessaires à la manifestation de la vérité. En outre, l'EPIGN pouvait être amené à collaborer avec les autres unités du GSIGN lors d'opérations ou d'événements majeurs.

### Missions du Groupe de sécurité de la présidence de la République (GSPR)
- assurer la protection personnelle et immédiate du président de la République française, de sa famille (dont l'épouse ou la compagne), de certaines personnalités (anciens présidents, candidats à la présidence, certains conseillers présidentiels) ainsi que de leurs résidences officielles (mission souvent conjointe avec la Garde républicaine), comme le Palais de l'Élysée ;
- mettre en œuvre l'ensemble des mesures nécessaires à l'organisation matérielle et à la sécurité des déplacements des personnes citées ci-dessus.

Missions du Centre de Formation du GSIGN (4 ème unité du GSIGN) CF
- former des unités d'intervention étrangères dans le cadre d'échanges entre pays ;
- assurer des formations au profit d'autres unités de gendarmerie ;
- assurer certaines formations au profit des unités opérationnelles du GSIGN.
- Création de diplôme qualifiant d'agent de protection et de conseillers en sécurité en ambassade.
- Formation des Tireurs/observateurs de la GR et l'Armement.

### Missions du Groupe d'instruction et de sécurité des activités (GISA) 2006 à 2007
Le GISA avait plusieurs missions :
- former des unités d'intervention étrangères dans le cadre d'échanges entre pays ;
- assurer des formations au profit d'autres unités de gendarmerie ;
- assurer certaines formations au profit des unités opérationnelles du GSIGN.